# Oudstrijder (bier)
Oudstrijder is een Belgisch biologisch speciaalbier, gebrouwen door Brouwerij Strubbe te Ichtegem. De naam is een eerbetoon aan de oud-strijders van beide wereldoorlogen.

## Achtergrond
Brouwerij Strubbe ligt nabij de westelijke oud-frontlijn van de Eerste Wereldoorlog. Het lageren en de verdere rijping gebeurt in de gewelven van de brug bij Vroenhoven aan de oostelijke grensstreek in het teken van de Tweede Wereldoorlog. Bij de brug van Vroenhoven begon namelijk op 10 mei 1940 de Tweede Wereldoorlog voor België. Het bier Oudstrijder is in 2014, exact 100 jaar na het beginnen van de Eerste Wereldoorlog, ontstaan en als streekbier geïntroduceerd.

## Brouwproces
Er wordt gebruik gemaakt van water en gist alsmede graan van biologische boeren uit Frankrijk en Nederland. De hop komt uit Poperinge en Duitsland. Het verdere rijpen en de nagisting gebeurt met fairtraderietsuiker uit Midden-Amerika. 

## Soorten Oudstrijder
- Oudstrijder Blond (7,2%), blond bier, hergisting op fles
- Oudstrijder Dobbel-Tripel (7,8%), donker bier, hergisting op fles[5]

## Galerij

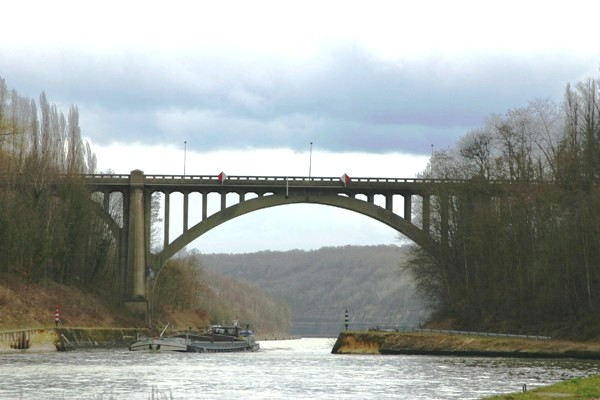
Oude brug bij Vroenhoven
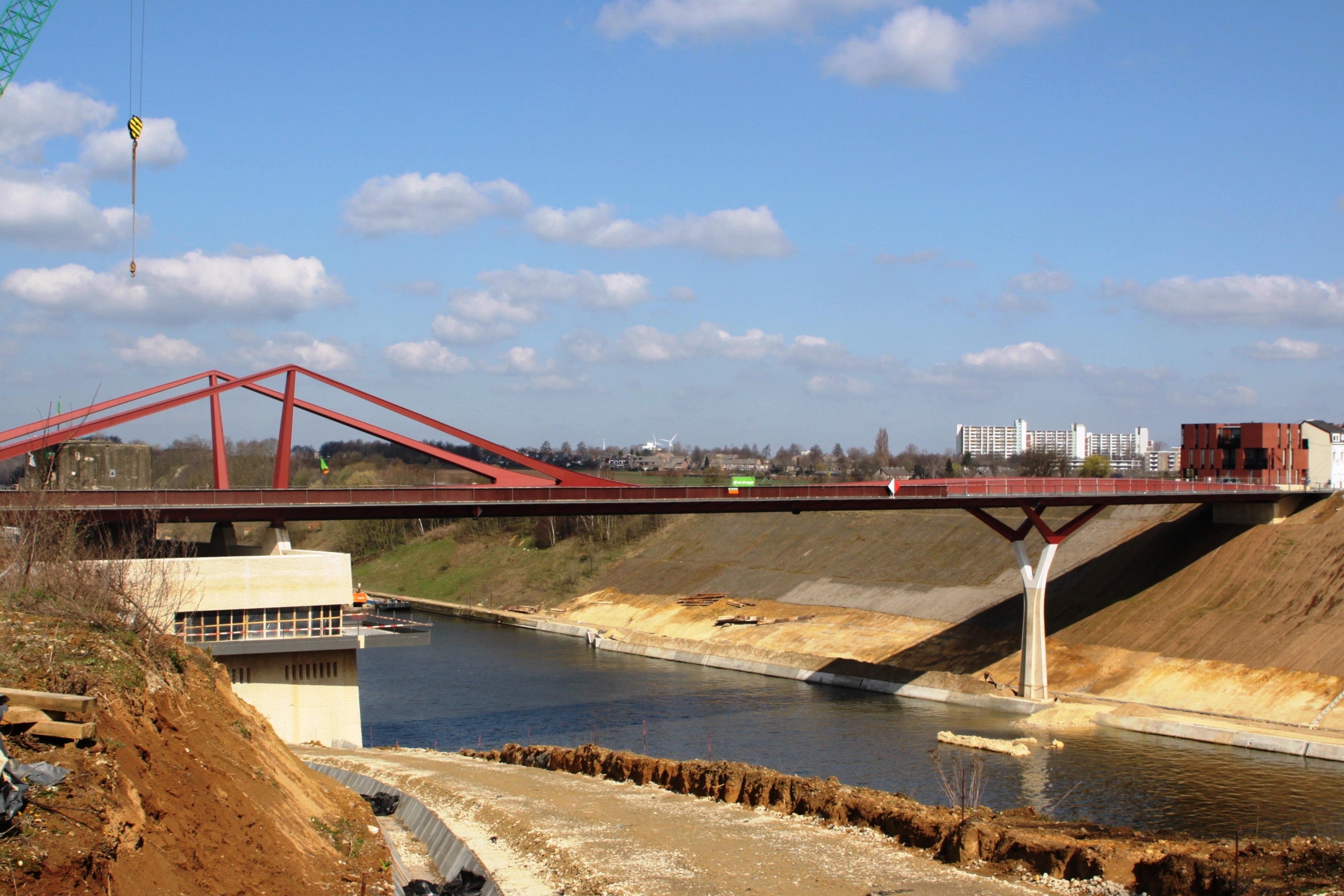
Nieuwe brug bij Vroenhoven